# نیو ویورلی (تگزاس)
نیو ویورلی، تگزاس(به انگلیسی: New Waverly, Texas) شهری در ایالت تگزاس از ایالات جنوبی ایالات متحده آمریکا است. در سرشماری سال ۲۰۰۰، جمعیت این شهر ۹۵۰ نفر اعلام شد.